# Auvézère
Die Auvézère (okzitanisch Auvesera) ist ein ca. 112 Kilometer langer Fluss im Südwesten Frankreichs in der Region Nouvelle-Aquitaine.

## Verlauf
Der Quellbach Ruisseau de Glaude entspringt in den südwestlichen Ausläufern des Zentralmassivs nahe der Gemeindegrenze von Benayes, La Porcherie und Saint-Germain-les-Belles, die zugleich die Grenze zwischen den Départements Haute-Vienne und Corrèze bildet. Sie entwässert generell in südwestlicher Richtung, durchfließt Teile der historischen Provinzen Limousin und Périgord (hier vor allem das Pays d’Ans) und mündet nach rund 112 km im Département Dordogne, an der Gemeindegrenze von Bassillac und Escoire, als linker Nebenfluss in die Isle.

## Orte am Fluss
- Benayes
- Ségur-le-Château
- Payzac
- Savignac-Lédrier
- Saint-Mesmin
- Cherveix-Cubas
- Tourtoirac
- Sainte-Eulalie-d’Ans
- Cubjac
- Le Change